# Barry (Hautes-Pyrénées)
Barry település Franciaországban, Hautes-Pyrénées megyében. Lakosainak száma 133 fő (2022. január 1.). Barry Bénac, Averan, Julos és Orincles községekkel határos.

## Népesség
A település népességének változása:
| Lakosok száma | 131  | 130  | 136  | 125  | 126  | 128  | 130  | 131  | 133  |
|               | 2013 | 2015 | 2016 | 2017 | 2018 | 2019 | 2020 | 2021 | 2022 |